# 攻殻機動隊
『攻殻機動隊』（こうかくきどうたい、英語タイトル：THE GHOST IN THE SHELL）は、士郎正宗による漫画作品。1989年から1990年にかけてヤングマガジン海賊版で連載され、1991年に単行本が発売された。ジャンルとしてはSF（パラレルワールド含む）に属する。一読しただけでは理解が難しい重厚な設定が特徴的である。

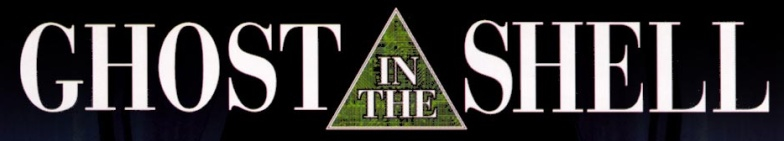
『攻殻機動隊』のロゴ

この作品を原作とする劇場用アニメ映画が1995年に公開され、またテレビアニメ作品が2002年に公開された。士郎正宗の原作版と押井守の映画版、神山健治の『S.A.C.』、黄瀬和哉と冲方丁の『ARISE』では、時代設定や主人公草薙素子のキャラクター設定、ストーリーを始め多くの相違点があり、それぞれが原作を核とした別作品といえる。その他、小説やゲームなどの派生作品が展開されている。タイトルや出版社が違うが「紅殻のパンドラ」は原作の攻殻機動隊と同じ世界の物語で士郎正宗が監修している。

## あらすじ
時は21世紀、第3次核大戦とアジアが勝利した第4次非核大戦を経て、世界は「地球統一ブロック」となり、科学技術が飛躍的に高度化した日本が舞台。その中でマイクロマシン技術（作中ではマイクロマシニングと表記されている）を使用して脳の神経ネットに素子（デバイス）を直接接続する電脳化技術や、義手・義足にロボット技術を付加した発展系であるサイボーグ（義体化）技術が発展、普及した。結果、多くの人間が電脳によってインターネットに直接アクセスできる時代が到来した。生身の人間、電脳化した人間、サイボーグ、アンドロイドが混在する社会の中で、テロや暗殺、汚職などの犯罪を事前に察知してその被害を最小限に抑える内務省直属の攻性公安警察組織「公安9課」（通称「攻殻機動隊」）の活動を描いた物語。作中の年表は別項、攻殻機動隊シリーズの年表を参照。

## 概要
タイトル
原作マンガ全3巻を通じたタイトルは『攻殻機動隊』であり、1巻サブタイトルのみ『THE GHOST IN THE SHELL』となっている。英語版では『攻殻機動隊』が『GHOST IN THE SHELL』に置き換わっているがこれは誤訳の可能性が高い（最近はTHEありになっている）。当時担当編集者 由利耕一によると「最初は士郎さんから『THE GHOST IN THE SHELL』というのが出てきたんだけど、もうちょっと派手なものはない？　ってお願いしたら『攻殻機動隊』というタイトルをつけてくれてね。ただ彼は『THE GHOST IN THE SHELL』にこだわっていて、小さくても載せてくれって(笑)」という。

『THE GHOST IN THE SHELL』は、アーサー・ケストラー著『The Ghost in the Machine（機械の中の幽霊）』に由来するとも言われているが、その『Ghost in the Machine』もまた ギルバート・ライル著『心の概念』において心身二元論を批判する反語「機械の中の幽霊（英語版）というドグマ」からの引用である。士郎正宗自ら作品内外で、心身二元論への懐疑を繰り返し注釈している。
世界観
原作の舞台は1988年以降（本作品の初出の前年）の現実との歴史が異なるパラレルワールドで、大規模な核戦争による第3次核大戦、および第4次非核大戦を経て荒廃した2029年より始まる。特徴として、架空の都市を舞台の中心にしている事が挙げられる。また、著者のもうひとつの代表作『アップルシード』と同じ時間軸上に位置する物語である。
神山健治によるアニメ『攻殻機動隊 STAND ALONE COMPLEX』シリーズは『東のエデン』とは地続きの世界となっているが、原作とは時代設定や主人公草薙素子のキャラクター設定、ストーリーを始め多くの相違点があり、士郎正宗自身も原作とSACは違う世界観だと明言している。
ストーリースタイル
SFを主体とした中、ネットワークや義体化（脳と脊髄以外の器官を人工器官とマイクロマシンを用いたボディに移植した人間）した人間との係わり合い、そして人間とアンドロイドやサイボーグ、AIなどとの対峙で浮き彫りにされる、人間の人間たる所以はどこにあるのかという疑問（詳しくは後述、「技術」節の「ゴースト」を参照）などを、独自のスタイルで紡ぎ出している。

## 登場人物
他作品の登場人物に関してはそれぞれの記事を、また、『S.A.C.』シリーズの登場人物については「攻殻機動隊 S.A.C.シリーズの登場人物」を参照。
なお、以下の登場人物については下記リンクを参照。
- 草薙素子
- 荒巻大輔
- バトー
- トグサ

## 用語

### 企業・団体・組織
公安9課
草薙らが所属する首相直属の特殊部隊で、犯罪の芽を探し出し除去する攻性の組織。表向きは「国際救助隊」の一部門ということになっている。本作のタイトルはこの組織の通称である。
公安6課
外務省所属の組織で正式名称は条約審議部。国境の外が管轄であり、部長の中村に言わせれば「世の中のどす黒い部分に我々は人形使いと金で対抗してきた」。
内務省
本作における日本の行政機関。執筆当時内務省は存在しないが、作者によれば「政治はテーマではないので判り易くする為、内務省・外務省と設定した」。
聖庶民救済センター
戦災孤児を引き取って生活・学習・職場を提供する施設で、公安部からは人間工場と呼ばれている。その正体は政府の洗脳施設のひとつだったが、私欲のために独走を始めたため見せしめに草薙の部隊が突入した。
京レ
公安9課や公安6課が使用している2902型光学迷彩を製造している企業。
佐川電子
佐川グループの8本足に数えられる企業だが、もともとは公安がソ連基地に接近するためのカムフラージュだった。

### 技術
電脳化
脳神経細胞にマイクロマシンを定着させ、その活動パターンを記録あるいは誘導再現することで感覚や思考、記憶を送受信可能にする技術。電脳化によって外部記憶を設けたり、疑似体験ソフトを楽しむといったメリットがあるが、悪意のある者に偽の記憶を埋め込まれる、人格を乗っ取られる可能性が生じるなどデメリットも大きい。
攻性防壁
外部からの有害な情報やハッキング行為を遮断、同時に相手に攻撃するセキュリティ機能。軍事または政府機関以外の使用は法律で禁止されている。
これにより電脳を焼かれて死亡するケースもある。
身代わり防壁
対攻性防壁のデバイス。U字形で首の後ろにある端子につけて使用するものや、ウエストポーチに入った箱型のもの、円柱状で、その側面から伸びたケーブルにシステムを繋げて使用するものなどが描かれている。この道具を通しての通信であれば、攻性防壁による攻撃を受けてもこれが身代わりになってくれるため、攻性防壁が張り巡らされた危険なシステムや、軍事機関、政府機関等にハッキングする際に使うことがある。攻性防壁の攻撃を受けると焼けてしまうため、身代わりとして機能するのは1回限りである。『攻殻機動隊 STAND ALONE COMPLEX』第6話「模倣者は踊る / MEME」にてこのシステムを草薙が使用し、攻性防壁からの攻撃を回避した。原作では、洗脳を行っている施設の警備をしているサイボーグが使用。アクティブプロテクトとも呼ばれている。
防壁迷路
システムや電脳に不正アクセスしてきたハッカー等を防壁内に取り込んでしまい、システムや電脳を守るプログラム。ただ防壁に取り込むだけで時間稼ぎにしかならない低度な物から、かかった者に幻覚（擬似現実）を見せる高度な物まで存在する。
サイボーグ
本作では身体の一部あるいはほとんどを人工器官で代用する改造人間のこと。人工器官で構成された身体を義体、脳・脊椎などのみを残して全身のほとんどを人工器官化したサイボーグを全身義体化サイボーグあるいは全身機械化サイボーグと呼び、部分機械化は残存する生身の部分がネックになるのに対して大幅な身体能力の向上を狙える。作中に登場するサイボーグは多くが人間型だが、第6話に登場する阪華精機社長のような大きく逸脱した形状のサイボーグもある。
ロボット
人間同様の外観や能力を持つロボット、アンドロイドやガイノイドも実用化されており、メイドや愛玩用として販売されたもののモデルチェンジなどで捨てられたロボットが野良化するまでになっている。また電脳技術によりロボットを自分の体の様に遠隔操作するデコット（デコイとロボットの合成語）や、セボット（センチメートル級ロボットの略語）なども登場している。
アンドロイドの血液は白いタイプと、アンテナ効果や磁気の影響も考えて鉄分を多く含む赤色のタイプが存在する。
なお、サイボーグとロボットの決定的な差異は、ゴーストの有無である。
人工知能（AI）
作者の定義においては「人間以外の人工の知識情報処理装置」。作中ではロボットの頭脳などで普及している。
ゴースト
あらゆる生命・物理・複雑系現象に内在する霊的な属性、現象、構造の総称であり、包括的な概念である。作中においては主に人間が本来的に持つ自我や意識、霊性を指して用いている。
要約すると人間の肉体から生体組織を限りなく取り除く、あるいは機械で代行していった際に、自分が自分自身であるために最低限必要な物、又はその境界に存在する物こそゴーストであり、生命体の根源的な魂とも表現できる。しかし厳密な意味ではゴーストは構造や複雑さ、効果において同一ではない包括的な概念であり、その構造や機能で人間のゴーストと区別しなければ森羅万象にゴーストはあるとされている。
ゴーストは上下方向に無限の階層構造を持っており、その中に意識・無意識・自我などのレベルが存在するが、上部に完全支配されている訳ではなく、相互に連結しながら上部構造が緩やかに下部構造を総体としてまとめている。脳科学の見地からは、大脳と視床下部の活動に大きく影響しているとされている。
作中では、ミクロな意味合いでの遺伝子やマクロな意味合いでのガイア理論を持ち出すことで、個人・集団とは異なる第三の主体としてこのゴーストという概念を上げている。人間という現象をゴーストを通じた複雑系が織り成す現象へと還元することで、スタンド・アローン・コンプレックスをも定義している。
なお作中においては脳科学や電脳化、霊能者の研究が進み、一般的に認識されるようになっている。
ゴーストの囁き
シリーズ全般において、主に人間（サイボーグ）が事前に、あるいはその場で行動すべき最良の手段を本能的に嗅ぎ分ける直感的な能力として位置付けられている概念。作中で草薙がよく口にするセリフであるが、その場合は犯罪の匂いをいち早く察知する感覚や本能（俗にいう刑事の勘）といった意味合いである。
ゴーストハック
ゴーストを活用したサイバー犯罪行為で、電脳乗っ取りなどと訳される。人間の脳をコンピュータ、もしくは、ネットワーク端末のように扱えるようにした電脳に対して、ハッキングあるいはクラッキングすること。他人の電脳に侵入、義体を含む体（人造の機械の体）の自由を奪う、コントロールする、記憶を操作するなどの影響を与える。ファイアウォール状の攻性防壁で阻止または時間を稼げる。またゴーストハックを行うコンピュータウィルスも存在する。この行為は重罪であり、発覚すれば終身刑級の極刑が課せられる。
光学迷彩
光学的手法によって視覚・電子情報的にカモフラージュする技術、及びそのシステム。作中では透明になるように描かれているが、これは動きのない漫画での分かりやすさを優先した結果であり、作者としては視覚系センサーやヒトの目に「認識が困難になる」ような性質を持ったノイズの一種を表示する、といった作動原理を想定していたという。

### 兵器
思考戦車
脚によって歩行（あるいは脚先端の車輪で走行）し、機関銃などの武装を有したAI搭載の装甲兵器。作中では草薙指揮下の部隊が装備するフチコマ(作品によってはタチコマ)と、公安1課に納入されたドイツ製の機体が登場。

### 地名
新浜県
本作の主な舞台。聖庶民救済センターや公安9課のオフィスが存在する。
択捉島（北方領土）
ソ連から日本へ返還されており、電脳都市として発達したベルタルベ山周辺は高さ2,000メートルを超える巨大なビル群が林立し、山体は完全に見えなくなっている。

## 作品一覧

### 原作漫画
攻殻機動隊 THE GHOST IN THE SHELL
1991年10月発売。『ヤングマガジン海賊版』1989年5月号より1990年12月号にかけて不定期に連載され、単行本には雑誌未掲載の「11 GHOSTT COAST」と「12 EPILOGUE」を収録して刊行された。人形使いに関する一連の事件の顛末が描かれる。
攻殻機動隊1.5 HUMAN-ERROR PROCESSER
2003年7月発売。ブックレット付きCD-ROM。『ヤングマガジン海賊版』1991年第10号・第11号、『週刊ヤングマガジン』1992年第26号から1996年第33号にかけて散発的に掲載。素子が去った後の公安9課が描かれる。
2008年3月発売の書籍版。既出のブックレットにアニメ版原案シナリオやゲーム版設定などが追加された。後書きにて漫画版の終結宣言。
攻殻機動隊2 MANMACHINE INTERFACE
2001年6月発売。『週刊ヤングマガジン』1997年第30号から第35号、第38号に連載されたものに加筆修正を加えている。公安9課を去った素子とその同位体達のストーリーが描かれる。
攻殻機動隊 THE GHOST IN THE SHELL バイリンガル版
2002年9月発売。英訳版でふきだしの中が英語になっているが、その脇に日本語が書いてあるので日本語しかわからなくても読める。しかし、士郎正宗による欄外解説文は、英訳は載っているものの原文は載せるところがなくなってしまい、巻末にまとめて収録されている。「ドタタタタ!」等、銃声などの擬音は日本語のまま。またこれとは別に『Ghost in the Shell』『Ghost in the Shell 2』の完全英語版の単行本が『アップルシード』と同様にアメリカのダークホース・コミックス社から刊行されており、こちらは擬音の書き文字も英語になっている。
PIECES Gem〈01〉攻殻機動隊データ+α
2014年11月発売。未公開イラスト、設定資料、製作メモをまとめたもの。

### コミック版 攻殻機動隊 STAND ALONE COMPLEX
攻殻機動隊 STAND ALONE COMPLEX 全5巻
『週刊ヤングマガジン』2010年第2号から2010年第14号まで、及び『月刊ヤングマガジン』2010年第5号から2013年第1号まで連載。
衣谷遊著。『S.A.C.』を漫画化したもの。内容はアニメと同様だが図解や事件の説明シーン等が追加され、バトーや荒巻大輔が草薙素子の事を「草薙少佐」と呼ぶ等独自のアレンジが加えられている。
攻殻機動隊 STAND ALONE COMPLEX 〜The Laughing Man〜 全4巻。
『マンガボックス』（同名）にて第1号から2016年第42号まで連載。
衣谷遊によるコミカライズ作品。原作アニメシリーズの「Complex（複合）エピソード」＝「笑い男事件」に準拠したストーリーで構成される。
攻殻機動隊 S.A.C タチコマなヒビ 全8巻。
『月刊ヤングマガジン』創刊号から2013年第11号まで、及び『マンガボックス』（同名）2014年第1号に掲載。
漫画：山本マサユキ、プロット：櫻井圭記によるオリジナルストーリーのパロディ作品。

### コミック版 攻殻機動隊 ARISE
攻殻機動隊 ARISE 〜眠らない眼の男 Sleepless Eye〜 全7巻。
『月刊ヤングマガジン』2013年第4号から2016年第7号まで連載。
脚本：藤咲淳一、漫画：大山タクミによるコミカライズ作品。序盤はバトーと素子の出会い、それ以降はバトーの目から見た本編中の出来事を描く。
ロジコマンガ
『月刊ヤングマガジン』2013年第12号、『ヤングマガジン海賊版公認』（エブリスタ）に連載。
山本マサユキによる漫画。

### その他の漫画作品
攻殻機動隊 ゴースト・イン・ザ・シェル コミックトリビュート 全1巻
『月刊ヤングマガジン』2017年第1号から第4号まで、及び『週刊ヤングマガジン』2017年第17号に連載。
漫画：衣谷遊 Boichi 井上智徳 山本マサユキ 今井ユウ 多田乃伸明 小池ノクト 大山タクミ トニーたけざき 平本アキラ
攻殻機動隊 THE HUMAN ALGORITHM
『コミックDAYS』2019年9月16日から2025年4月21日まで連載。
原作：藤咲淳一 漫画：吉本祐樹

### 劇場版アニメ
GHOST IN THE SHELL / 攻殻機動隊
1995年11月18日公開。監督は押井守。漫画第1巻を基に制作され、原作中でも描かれた点であるが、人間の記憶や人格が肉体を離れて外部記憶媒体へ移動などしても、それは同一であるのか、といった点がクローズアップされている。日本での劇場公開時の観客動員数は12万人だったが、アメリカの『ビルボード』誌（1996年8月24日付）ではビデオ週間売り上げ第1位を記録するなど海外で高い評価を受けた後に、日本国内でも高く評価する人やメディアが増えた、という経緯がある。
イノセンス
2004年3月6日公開。劇場版第1作の続編であるが、内容は前作のように漫画第2巻『MANMACHINE INTERFACE』を基にしているわけではなく、漫画第1巻の第6話「ROBOT RONDO」を下地にしたオリジナル展開であり、草薙素子が（同位体を含めて）ほとんど登場せず、バトーを中心としたストーリーになっている。
GHOST IN THE SHELL / 攻殻機動隊2.0
2008年7月12日公開。監督は押井守。全カットを完全リニューアルした21世紀版攻殻機動隊とも言える作品。人形使い役として、新たに榊原良子が起用された。
攻殻機動隊 S.A.C. SOLID STATE SOCIETY 3D
2011年3月26日公開。監督は神山健治。テレビアニメ『攻殻機動隊 STAND ALONE COMPLEX』（S.A.C.）シリーズの3作目『攻殻機動隊 STAND ALONE COMPLEX Solid State Society』を3D劇場版『攻殻機動隊 S.A.C. SOLID STATE SOCIETY 3D』として全国公開。観客が電脳化体験できる新感覚3D立体視作品として、全カットをフルグレーディングし、オープニングも完全新作作画となっている。また、タイトルデザインもS.A.C.第1シリーズを踏襲した大文字表記のものに変更されている。
攻殻機動隊 ARISE
2013年1月16日に公式サイトが開設され、同年2月12日に製作発表会が行われた。2013年から2014年にかけて4部方式で公開された。公安9課の設立及びメンバーの合流、ならびに当時草薙素子が所属していた陸軍機密部隊「501機関」に焦点をあてたものとなっており、総監督及びキャラクターデザインを黄瀬和哉が、シリーズ構成および脚本を冲方丁が務めた。劇場版『GHOST IN THE SHELL』から続いてきた声優陣は一新され、過去に幼少姿の素子役を演じた坂本真綾が本作の素子役として抜擢された。本作は士郎正宗の原作、押井守の劇場版、神山健治のS.A.C.に続く「第四の攻殻」と位置づけられている。本作の再編集版、および新作2話が『攻殻機動隊 ARISE ALTERNATIVE ARCHITECTURE』として、2015年4月から6月にTV放映された。
攻殻機動隊 新劇場版
2015年6月20日公開。総監督は黄瀬和哉。『攻殻機動隊 ARISE』のその後を描く。草薙素子の出生の秘密や、攻殻機動隊の起源が明かされる。
映画：攻殻機動隊 SAC_2045 持続可能戦争
2021年11月12日公開
攻殻機動隊 SAC_2045 最後の人間
2023年11月23日公開

### TVアニメ
2002年、2004年、2006年、2015年、2026年にTVアニメ化された。キャラクターの外見、基本設定は、劇場版と原作を取り混ぜた形になっているが、物語の舞台設定は劇場版や原作のストーリーとは違うパラレルワールドとなっている（細かいエピソードについては劇場版や原作から引用している箇所もある）。物語の背景に現実的なテーマを含ませており、『S.A.C.』では「薬害」が、『2nd GIG』では「難民問題」が、『Solid State Society（SSS）』では「高齢化問題」が主に扱われている。
S.A.C.シリーズ
攻殻機動隊 STAND ALONE COMPLEX（S.A.C.）
2002年10月1日 - 2003年11月30日（全26話）
第一シリーズ。2002年10月からパーフェクト・チョイス（ペイ・パー・ビュー形式）で放送され、2004年には日本テレビ系列数局で放送された。主に「笑い男事件」を扱っている。他、2010年代前半頃よりファミリー劇場において、4:3映像（SD）を上下カット処理をして16:9サイズ化し、更に画素変換（約34万画素→約210万画素）アップコンバートを施し、HD映像化されている。
攻殻機動隊 S.A.C. 2nd GIG
2004年1月 - 2005年1月（全26話）
第二シリーズ。新たに押井守をストーリーコンセプトに迎えて制作、2004年1月からパーフェクト・チョイスで放送され、2005年には日本テレビ系列数局で放送された。主に「個別の11人事件」とそれに続く「出島事件」を扱っている。尚、ファミリー劇場におけるHD映像化放送では、前シリーズ『攻殻機動隊 STAND ALONE COMPLEX』と同じ措置が採られている。
攻殻機動隊 STAND ALONE COMPLEX Solid State Society（S.A.C. SSS）
シリーズ初の長編作品。2006年9月にOVAに先駆けてパーフェクト・チョイスで放送。また、2011年には前述の3D劇場版が全国公開されている。『2nd GIG』から2年後の話で、草薙素子は公安9課を離れて独自の行動をとっており、組織を拡大した9課はトグサが隊長を務めている。「人形使い」を連想させる新たなゴーストハッカー「傀儡廻（くぐつまわし）」が登場する。
なお、S.A.C.シリーズの地上波放送では残酷な描写が多いなどの理由で数話が未放送となっている。また、『S.A.C.』『2nd GIG』において、オリジナル（パーフェクト・チョイス放送及びリリース）版と地上波放送版では主題歌（オープニング及びエンディング）がそれぞれ異なっている。この他、リリース版の特徴として、『S.A.C.』『2nd GIG』のDVDには本編終了後のおまけ（映像特典）として『タチコマな日々』が付属されており、『SSS』のDVDでは特典Discに『ウチコマナ日々』が収録されている。
攻殻機動隊 ARISE ALTERNATIVE ARCHITECTURE
2015年放送。「第四の攻殻」である、『攻殻機動隊 ARISE』を、シリーズ構成の冲方丁による初期案に基づき、前後編に再編集してTVアニメ化。『攻殻機動隊 新劇場版』に繋がる新規エピソードが、新たに2話追加されている。
攻殻機動隊 THE GHOST IN THE SHELL
2026年放送予定。アニメーション制作はサイエンスSARU。監督はモコちゃん。シリーズ構成と脚本はSF作家の円城塔。キャラクターデザインおよび総作画監督は半田修平。

### VODアニメ
攻殻機動隊 SAC_2045
2020年にNetflixで全世界独占配信されたシリーズ初のフル3DCGアニメーション作品。S.A.C.シリーズを手掛けた神山健治と映画『APPLESEED』を手掛けた荒牧伸志のダブル監督で制作、キャラクターデザインはロシア出身のイラストレーター、イリヤ・クブシノブが担当。

### 実写映画
ゴースト・イン・ザ・シェル
2017年3月31日全米で、4月7日に日本で公開。監督はルパート・サンダース、脚本はジョナサン・ハーマンとジェイミー・モスが担当。
スティーヴン・スピルバーグとドリームワークスが実写映画権を獲得。3D実写映画として製作することが明らかになっていたが、アメリカの配給はパラマウント映画が行う。
この映画において中国系女優ミンナ・ウェンらは「日本人である草薙素子をスカーレット・ヨハンソンが演じることについて、『ホワイトウォッシング』である」と苦言を呈し、「アジア系」を望む声が海外であった一方、日本国内では適役との声があった。
草薙素子の義体は高性能だが、目立たないよう造形は大量生産された物と同じという設定になっている。原作者である士郎正宗は、義体の顔の決定手法について有名人の顔を使うこともあるだろうとし、「個人的な推測だが、ハリウッド版の攻殻機動隊の主人公は映画女優のスカーレット・ヨハンソンさん型の義体を使っているようだ(´▽｀)。」と映画完成前の「個人的な推測」を述べた。
士郎原作は、脳(元来の肉体)が在るべき生理的・社会的文脈に適う義体を要する設定になっている。「正直な人の為に書いておくと、この社長の様にマスタースレイブ的な身心二元論的サイボーグは、本当なら機能しないか或いは疑似内臓信号を相当リアルに再現しないと存在できないだろう。」「子供の脳を成人の義体に搭載するのは何かと面倒を含むし、人格形成上好ましく無いかもしれないので、慣習として脳年齢相応の義体を使用している。当物語世界では、自分の若かった頃の姿に似せた義体を好む実年層や、年齢相応の自然な義体を好むのが一般的であるとしておく。」　

### 小説
攻殻機動隊 灼熱の都市
遠藤明範著。1995年11月発売。太陽光発電システムを応用したテロ事件を描く。作中で素子が義体化した理由の描写があるが、公式な設定ではない。
攻殻機動隊2 STAR SEED
遠藤明範著。1998年1月発売。宇宙工場「MJ2」で発生したテロリスト篭城事件を扱う。
攻殻機動隊 STAND ALONE COMPLEX 虚夢回路
藤咲淳一著。2004年1月発売。「目覚ましテロリスト事件」を扱うストーリー。
攻殻機動隊 STAND ALONE COMPLEX 凍える機械
藤咲淳一著。2004年7月発売。公安9課課長暗殺計画と、タチコマの恋を扱うストーリー。
攻殻機動隊 STAND ALONE COMPLEX 眠り男の棺
藤咲淳一著。2005年2月発売。「吸血鬼事件」を扱うストーリー。
イノセンス After The Long Goodbye
山田正紀著。2005年9月発売（文庫版。単行本は2004年3月に発売）。「ブリーダー事件」を扱うストーリー。トグサが「またハダリが人を襲った」と口にしたり、結末の近くでバトーが「ハダリ」暴走事件の捜査に向かう場面があるので前日譚とされる。
攻殻機動隊 STAND ALONE COMPLEX SECTION-9
神山健治著。2012年2月29日発売。『2nd GIG』と『SOLID STATE SOCIETY』の間の時期を描く。新たに9課に配属された新人隊員たちのエピソードをまとめた短篇集。
攻殻機動隊小説アンソロジー
2017年3月28日発売。カバーデザインは原作者の士郎正宗描き下ろし。
収録内容
- 円城塔「Shadow.net」
- 三雲岳斗「金目銀目 Heterochromia」
- 朝霧カフカ「攻殻機動隊 Soft and White」
- 秋田禎信「自問自答」
- 冲方丁「スプリンガー Springer」

### コンシューマーゲーム
攻殻機動隊 GHOST IN THE SHELL
PS。1997年7月発売。漫画版がベースとなっているため、映画版とはキャストやデザインが異なる。
攻殻機動隊 STAND ALONE COMPLEX
PS2。2004年3月発売。
攻殻機動隊 STAND ALONE COMPLEX -狩人の領域-
PSP。2005年9月発売。

### モバイルゲーム
攻殻機動隊 S.A.C. サイバーミッション
GREE。2011年2月公開。ソーシャルゲーム。
攻殻機動隊 STAND ALONE COMPLEX
Mobage。2011年12月公開。ソーシャルゲーム。
攻殻機動隊 S.A.C. タチコマウォーズ
Mobage。2012年3月公開。ソーシャルゲーム。

### パソコンゲーム
攻殻機動隊 STAND ALONE COMPLEX First Assault Online
SteamおよびNexon Launcher。2015年12月（ただしアーリーアクセス）。オンラインFPS。欧米及びオセアニア向けのタイトル。
攻殻機動隊 S.A.C. ONLINE
Nexon。2016年11月。上記の『攻殻機動隊 STAND ALONE COMPLEX First Assault Online』の日本版タイトル。オンラインFPS。

### 体感型ゲーム
攻殻機動隊 新劇場版 亡霊は頁に潜む
2015年6月20日～8月31日にかけて未来屋書店5店舗で開催。未来屋アドベンチャーブック。発行は未来屋書店。
攻殻機動隊 新劇場版 爆ぜる不協和音
2015年6月20日～8月31日にかけてHMV5店舗で開催。未来屋アドベンチャーブック。発行はローソンHMVエンタテイメント。
未来屋書店とHMVのコラボレーションした作品で、2つはストーリーがリンクしており、どちらか単体でもクリアできるが、両作をクリアすると物語の全貌により近づく仕組みとなっている。ストーリーは藤咲淳一。

### パチスロ
パチスロ 攻殻機動隊 S.A.C.
サミーより2013年1月発売。
パチスロ 攻殻機動隊 S.A.C. 2nd GIG
サミーより2017年3月発売。

### パチンコ
CR新世紀ぱちんこ 攻殻機動隊 STAND ALONE COMPLEX
オッケー.より2012年10月発売。
ぱちんこCR 攻殻機動隊 S.A.C.
サミーより2017年9月発売。

### その他
「攻殻機動隊 浮世絵」
2015年9月2日より、シリーズ第1弾、押井守監督作『GHOST IN THE SHELL 攻殻機動隊』（1995）の沖浦啓之が手掛けたポスターイラストを浮世絵化した商品が予約開始となった。限定300枚で発売される予定。商品第2弾は『攻殻機動隊 新劇場版』の総監督を務めた黄瀬和哉が描き下ろし中。近日中にデザイン発表、予約開始が予定されている。
「攻殻機動隊 REALIZE PROJECT」
2014年秋より、「アニメ『攻殻機動隊』の世界をリアライズ（現実に）する」ことをテーマに、日本を代表する企業、大学の研究開発者、自治体・行政の産学官が一体となって日本のテクノロジー発展を支援するためのプロジェクト「攻殻機動隊 REALIZE PROJECT」が起動している。
イベントプログラムを3つにわけ、『攻殻 × ハッカソン』、『攻殻 × コンテスト』、『攻殻 × スタートアップ（ピッチ）』とし、2029年の攻殻機動隊の世界での《東京大会：義体（ロボット、ハードウェア）》、《神戸大会：電脳（人工知能、ネットワーク、ソフトウェア）》、《福岡：都市（交通、エネルギー）ほか》をテーマとし、三都市3テーマにて、公募を開始している。
2015年10月2日、「攻殻機動隊REALIZE PROJECT」の1次審査通過者を対象とした事前説明会が行われる。
「攻殻機動隊 プティーゴーフル」
2015年9月、銘菓ゴーフルで知られる「神戸凮月堂」（神戸市中央区）は、市と協力して、SFアニメ『攻殻機動隊』の主人公と神戸の夜景をあしらったパッケージの「攻殻機動隊プティーゴーフル」を発売した。市内の直営店などで販売しており、市は神戸銘菓を通じて地域振興を図る。
「攻殻機動隊ARISE：GHOST is ALIVE」
2015年、シリーズ初の舞台化作品の上演。「攻殻機動隊 ARISE#舞台版」を参照。
「攻殻機動隊 STAND ALONE COMPLEX」と新国家試験「情報セキュリティマネジメント試験」がコラボ!
2016年、IPA（情報処理推進機構）では、サイバーセキュリティ月間（2月1日 - 3月18日）における官民連携イベントの一環として、 講談社・攻殻機動隊製作委員会、NISC（内閣サイバーセキュリティセンター）、JNSA（NPO 日本ネットワークセキュリティ協会）と連携して、平成28年度から実施する新たな国家試験「情報セキュリティマネジメント試験（SG）」の活用促進など、 サイバーセキュリティ人材の育成・確保を目的とし、『攻殻機動隊 STAND ALONE COMPLEX』の主人公である草薙素子のキャラクターイラストを用いた ポスターを作成し、普及啓発キャンペーンを実施する。
「VR能 攻殻機動隊」
2020年、「攻殻機動隊」を原作に、最先端技術を駆使して立ち上げられる新作能として、同年3月27日にプレ上演舞台挨拶が行われ、8月から上演された。前述の舞台「攻殻機動隊ARISE:GHOST is ALIVE」とは異なり鑑賞するのにVRメガネは必要無い。舞台「攻殻機動隊ARISE:GHOST is ALIVE」を手がけた奥秀太郎が演出、テレビアニメ「攻殻機動隊」シリーズを手がけた藤咲淳一が脚本を担当し、3D技術を明治大学教授の福地健太郎が、VR技術を東京大学教授の稲見昌彦が務めている。本公演で使用しているVR技術「Ghostgram」がINNOVATION TECHNOLOGIES 2020と羽倉賞をW受賞した。公演を重ねていく中、内容もアップデートしていっているが、ワールドツアーを控えた2023年公演から、慶應義塾大学の杉本麻樹教授と宇都宮大学の山本裕紹教授と陶山史朗教授が制作に加わって、空中結像装置・AIRRが実装された。以下、会場と日程、及び出演者。
- 2020年8月21日 - 23日[注 9]、世田谷パブリックシアター[70]
  - 出演者：坂口貴信、川口晃平、谷本健吾、大島輝久 ほか[70]
- 2020年11月28日 - 29日、東京芸術劇場 プレイハウス[71]
  - 出演者：坂口貴信、川口晃平、谷本健吾、観世三郎太 ほか[71]
- 2020年12月20日、博多座（公演『博多座未来能Vol.1』の第1幕として上演[65][72]）
  - 出演者：坂口貴信、谷本健吾、観世三郎太、大島輝久 ほか[72]
- 2021年7月15日[注 10]、東京芸術劇場 プレイハウス[73]
  - 出演者：坂口貴信、川口晃平、谷本健吾、観世三郎太[73]
- 2022年1月15日、札幌文化芸術劇場 hitaru[74]
  - 出演者：坂口貴信、谷本健吾、観世三郎太、川口晃平[74]
- 2022年4月30日、東京芸術劇場 プレイハウス[75]
  - 出演者：坂口貴信、川口晃平、谷本健吾、観世三郎太[75]
- 2022年11月3日、IHI ステージアラウンド東京[76]
  - 出演者：坂口貴信、川口晃平、谷本健吾、観世三郎太[76]
- 2023年10月13日 - 15日、東京建物 Brillia HALL[67]
  - 出演者（10月13日公演）：坂口貴信、井上裕之真、川口晃平、観世三郎太[67]
  - 出演者（10月14日11:00公演）：坂口貴信、谷本健吾、川口晃平、観世三郎太[67]
  - 出演者（10月14日18:30公演）：坂口貴信、谷本健吾、川口晃平、観世三郎太[67]
  - 出演者（10月15日公演）：坂口貴信、谷本健吾、関根祥丸、観世三郎太[67]

## 関連作品

### クロスオーバー
- RD 潜脳調査室 - Production I.G製作のアニメ。攻殻機動隊の未来の世界のイメージで作られた作品で本作と共通の設定が多数登場するが同じ世界ではない（士郎正宗は設定協力のみ）。
- 東のエデン - 『攻殻機動隊 S.A.C.』と同じ世界観の前の時代に当たるとされる神山健治監督作品。原作とは無関係。
- 紅殻のパンドラ - 『攻殻機動隊』の７年前の物語。漫画版攻殻機動隊と同じ世界だと士郎正宗がコメントしている。
- アップルシード - 士郎正宗原作。「データブック」によると『攻殻機動隊』と同じ時間軸上の話。「紅殻のパンドラ」の最終回でも触れられている。
- ドミニオン (漫画) - 士郎正宗原作。アニメ化に当って本作など他の士郎正宗の作品の設定が導入された。
- 神霊狩/GHOST HOUND - 士郎正宗原作、Production I.G製作のアニメ。登場人物の1人が本作の登場人物についたあだ名と同じあだ名がついた人物について言及する。

### 影響を受けた作品
- マイクロチップの魔術師 - ニューロマンサーと共に、本作に先行する形で攻性防壁やAIとの融合、電子空間のビジュアル化などが描かれている。

### 影響を与えた作品
- マトリックス - ウォシャウスキー兄弟（現・姉妹）が監督したアメリカ映画。この映画の制作は元々、『ニューロマンサー』の映画化企画からスタートしているが、監督が本作からもインスパイアされたことから作中のギミックや映像手法などに色濃い影響が見られる。